# Sarwadadi (Kawunganten)
Sarwadadi is een bestuurslaag in het regentschap Cilacap van de provincie Midden-Java, Indonesië. Sarwadadi telt 7266 inwoners (volkstelling 2010).